# Zamek Hiroshima
Zamek Hiroshima (jap. 広島城 Hiroshima-jō) – zamek w Japonii, znajdujący się w mieście Hiroszima, w prefekturze Hiroszima.

## Historia
Pierwotna konstrukcja zamku powstała w okresie Azuchi-Momoyama w latach 1591–1599, w ówczesnej prowincji Aki (obecnie zachodnia część prefektury Hiroszima). Lokalizacja została wybrana przez Terumoto Mōri w 1589 r., w delcie rzeki Ōta (Ōta-gawa, obecnie Hon-gawa). Główny budynek (donżon) jest zbudowany w stylu japońskich zamków nizinnych.
Po bitwie pod Sekigaharą odebrano Mōriemu zarząd prowincją. Zamek przekazano Masanoriemu Fukushimie, lecz ten również został pozbawiony władzy w prowincji Aki na rzecz Nagaakiry Asano.
Zamek był główną siedzibą rodziny Asano przez 12 pokoleń, aż do upadku systemu feudalnego w 1871 r. i przejęty przez rząd w okresie Meiji. Zamek Hiroshima stał się siedzibą wojsk cesarskich i główną kwaterą dowodzenia w wojnie chińsko-japońskiej w latach 1894–1895. W 1945 r. zamek został zniszczony w wyniku zrzucenia bomby atomowej. W latach 1957–1958 został odbudowany i teraz prezentuje historyczne artefakty z miasta Hiroszima.